# 1926年の日本公開映画
- 映画 > 映画の一覧 > 年度別日本公開映画 > 1926年の日本公開映画
- 映画 > 1926年の映画 > 1926年の日本公開映画

1926年の日本公開映画（1926ねんのにほんこうかいえいが）では、1926年（大正15年/昭和元年）1月1日から同年12月31日までに日本で商業公開された映画の一覧を記載。作品名の右の丸括弧内は製作国を示す。
記載の凡例については年度別日本公開映画#凡例を参照

## 作品一覧

### 1月
- 狼の奇蹟（フランス）
- 踊子サリー（アメリカ）
- 痴人哀楽（アメリカ）
- 鉄路の白薔薇（フランス）※キネマ旬報ベストテン外国映画5位
- 嘆きの白百合（アメリカ）
- 紅百合（アメリカ）
- ロイドの人気者（アメリカ）※キネマ旬報ベストテン外国映画9位
- 28日
  - 最後の人（ドイツ）※キネマ旬報ベストテン外国映画2位

### 2月
- 荒鷲（アメリカ）
- ありし日のナポレオン（アメリカ）
- エルドラドオ（フランス）
- 秘密（アメリカ）
- 5日
  - アイアン・ホース（アメリカ）[1]
- 20日
  - 尊王（日本）
- 28日
  - 紙人形春の囁き（日本）※キネマ旬報ベストテン7位

### 3月
- 海賊ピエトロ（ドイツ）
- 子の心親知らず（アメリカ）
- 漂泊ひ人（アメリカ）
- 素晴しい哉人生（アメリカ）
- 青春に浴して（アメリカ）
- 人でなしの女（フランス）
- 幻しの家（アメリカ）
- 我が子（アメリカ）
- 11日
  - 帰って来た英雄　前篇（日本）
- 18日
  - 帰って来た英雄　後篇（日本）
- 21日
  - 素浪人（日本）

### 4月
- 生けるパスカル（フランス）
- 駅馬車（アメリカ）
- おお母よ（アメリカ）
- 女名捕手（アメリカ）
- 香も高きケンタッキー（アメリカ）
- 歓楽の唇（アメリカ）
- 金色の寝床（アメリカ）
- 建国の乙女（アメリカ）
- 曠原の志士（アメリカ）
- ステラ・ダラス（英語版）（アメリカ）※キネマ旬報ベストテン外国映画3位
- 断髪恥かし（アメリカ）
- 1日
  - 新説己が罪（日本）
- 15日
  - 無明地獄（日本）
- 16日
  - アンニー可愛や（アメリカ）

### 5月
- お前とならば空までも（アメリカ）
- 14日
  - 蛇眼（日本）
- 21日
  - 日輪　前篇（日本）※キネマ旬報ベストテン2位

### 6月
- 女心（アメリカ）
- 東へ向く三つの顔（アメリカ）
- 紅椿（アメリカ）
- 4日
  - 日輪　後篇（日本）※キネマ旬報ベストテン2位
- 10日
  - 幕末（日本）
- 11日
  - 殴られる彼奴（アメリカ）
- 18日
  - 転落（日本）※キネマ旬報ベストテン8位

### 7月
- 裏表七人組（アメリカ）
- スキナーの夜会服（アメリカ）

### 8月
- 愛の試練（アメリカ）
- 当り狂言（アメリカ）
- 海の野獣（アメリカ）※キネマ旬報ベストテン外国映画4位
- 荒野の孤児（アメリカ）
- スエズの東（アメリカ）
- 夜の女（アメリカ）
- 12日
  - 愛傷（日本）
- 30日
  - カラボタン（日本）※キネマ旬報ベストテン5位

### 9月
- 初陣ハリー（アメリカ）
- お洒落娘（アメリカ）
- 毒蛇（コブラ）（アメリカ）
- 雀（アメリカ）
- 亭主教育（アメリカ）
- 滅び行く民族（アメリカ）※キネマ旬報ベストテン外国映画10位
- 12日
  - 陸の人魚（日本）※キネマ旬報ベストテン3位
- 24日
  - 狂つた一頁（日本）※キネマ旬報ベストテン4位

### 10月
- お転婆キキー（アメリカ）
- 恋の征服（アメリカ）
- 囁きの小径（アメリカ）
- 女郎蜘蛛（フランス）
- ダーク・エンゼル（アメリカ）※キネマ旬報ベストテン外国映画6位
- ダグラスの海賊（アメリカ）※キネマ旬報ベストテン外国映画7位
- 1日
  - 蜘蛛（日本）※キネマ旬報ベストテン10位
- 15日
  - 水戸黄門（日本）※キネマ旬報ベストテン9位
- 22日
  - 青い眼の人形（日本）
- 29日
  - 足にさはつた女（日本）※キネマ旬報ベストテン1位

### 11月
- 輝く一路（アメリカ）
- 歓楽の商人（フランス）
- 三人の女性（アメリカ）
- 熱砂の舞（アメリカ）※キネマ旬報ベストテン外国映画8位
- 魔風恋風（アメリカ）
- 5日
  - グリード（アメリカ）[2]
- 7日
  - 照る日くもる日　第一篇（日本　マキノ・プロダクション）
- 11日
  - 照る日くもる日　第一篇（日本　松竹）
- 15日
  - 長恨（日本）
  - 照る日くもる日　第一篇（日本　日活）
- 26日
  - 照る日くもる日　第二篇（日本　マキノ）

### 12月
- 天下の大評判（アメリカ）
- 雪崩（フランス）
- 微笑みの女王（アメリカ）
- 11日
  - 照る日くもる日　第二篇（日本　松竹）
- 12日
  - 受難華（日本）（日本）※キネマ旬報ベストテン6位
- 15日
  - 照る日くもる日　第三篇（日本　マキノ）
- 31日
  - 影法師捕物帳　前篇（日本）
  - キートンの大列車追跡（アメリカ）